# St. Marien (Delmenhorst)

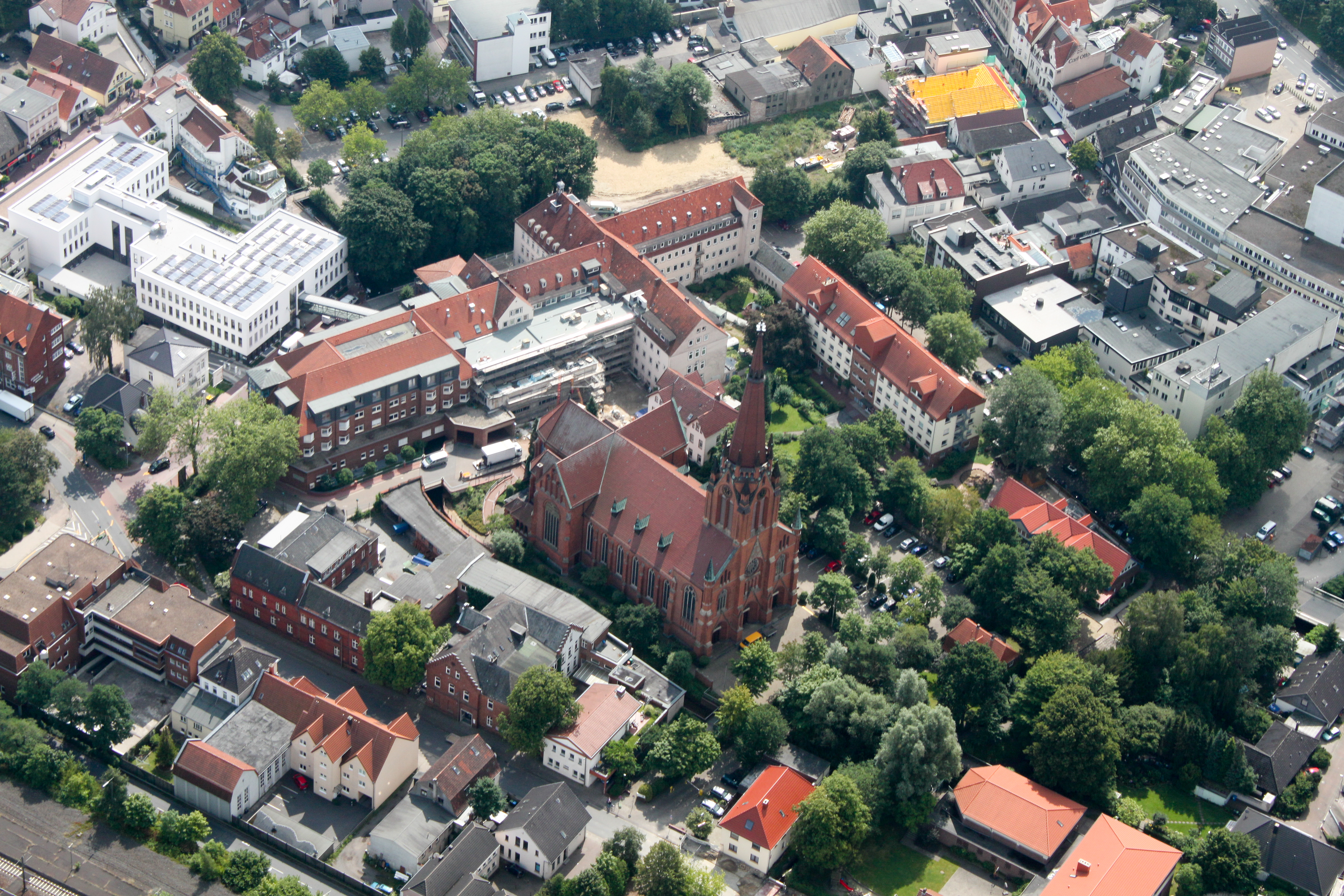
Marienkirche von oben

Die römisch-katholische Pfarrkirche St. Marien in Delmenhorst, einer kreisfreien Stadt in Niedersachsen, ist das Gotteshaus der gleichnamigen Kirchengemeinde, die zum Dekanat Delmenhorst im Bischöflich Münsterschen Offizialat des Bistums Münster gehört.
Die Kirche steht unter Denkmalschutz.

## Beschreibung
Die neugotische Hallenkirche aus Backsteinen wurde nach einem Entwurf von Heinrich Flügel 1901–1903 gebaut, im Zweiten Weltkrieg zerstört und bis 1949 wieder aufgebaut. Zwischen dem Kirchturm im Westen und dem Querschiff befindet sich ein Langhaus aus drei Jochen. Daran schließt sich der eingezogene, mit einer polygonalen Apsis abgeschlossene Chor an, der von Nebenapsiden flankiert wird. 
Das oberste Geschoss des auf einem breiten Unterbau stehenden Turms hat hinter den Biforien als Klangarkaden den Glockenstuhl, in dem sechs Kirchenglocken hängen. Die kleine Marienglocke stammt aus der Glockengießerei Otto und klang bis 1942 mit zwei weiteren Glocken der Firma Otto sowie einer Josefsglocke von der Firma Juncker. Die anderen fünf wurden 1954 vom Bochumer Verein gegossen. Das Glockengeläut hat folgende Tonfolge: B° – c′ – es′ – f′ – as′ – ges″.
Der Innenraum ist mit einem Kreuzrippengewölbe überspannt. Zur Kirchenausstattung gehören neben dem Altar in der Mitte der Kirche noch zwei Nebenaltäre. An den Seitenwänden und an der Rückwand befinden sich die 14 Kreuzwegstationen, die als Reliefs in Eisen gegossen wurden. Das hölzerne Kruzifix über dem Altar und das silberne Tabernakel (Letzteres in Zusammenarbeit mit dem Silberschmied Franz Bolze) wurden von dem Bremer Bildhauer Kurt Lettow entworfen.
Auf der Empore im Westen steht die Orgel. Sie hat 47 Register, verteilt auf drei Manuale und Pedal. Sie wurde 1961 von Alfred Führer gebaut und von seiner Orgelbauwerkstatt 1993 restauriert.

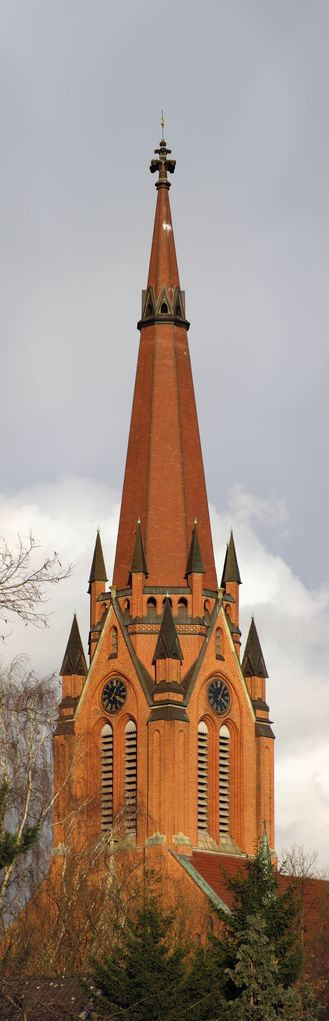
Turm der Kirche
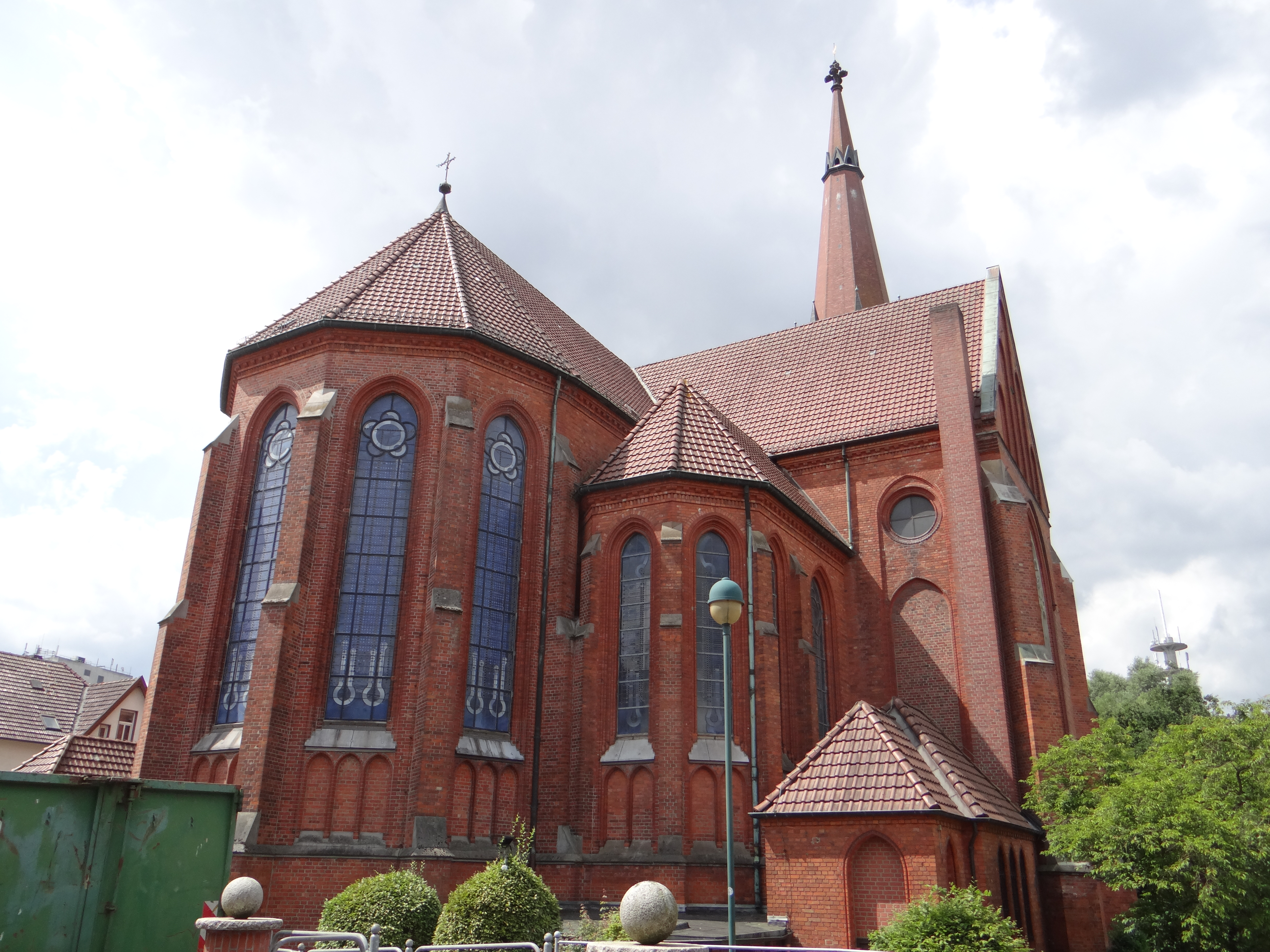
Ansicht von Nordost
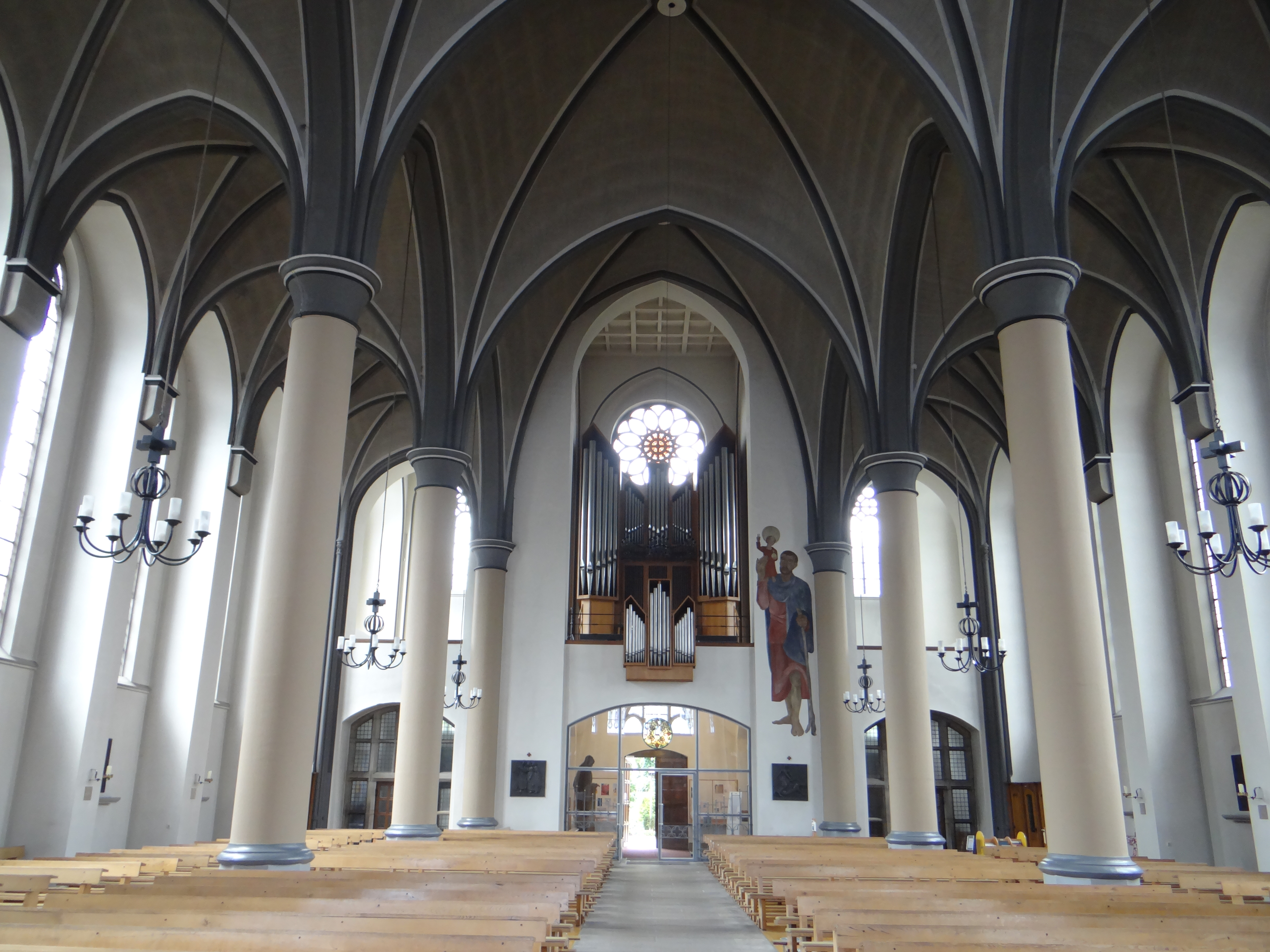
Innenansicht zur Orgel
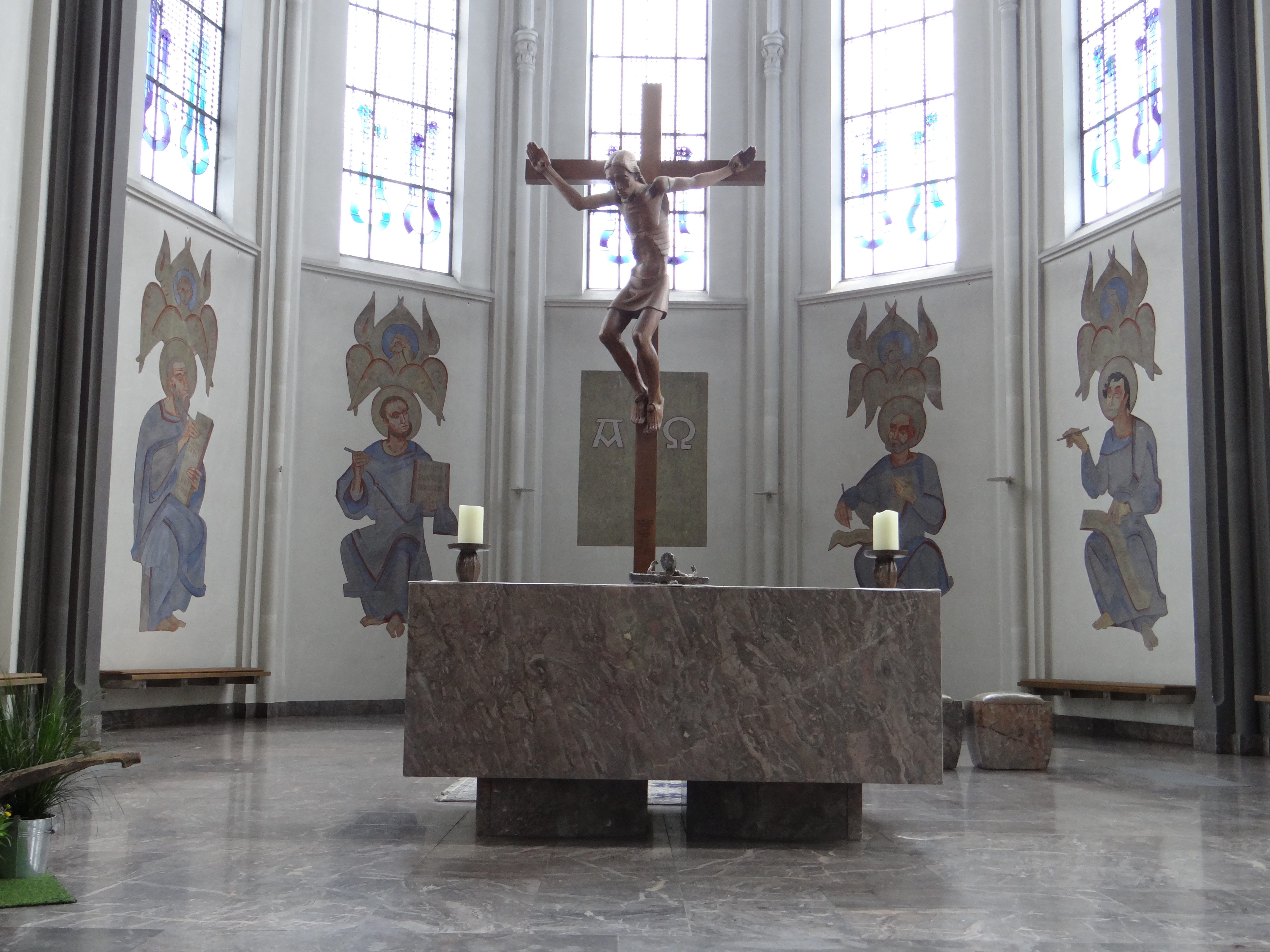
Altar, Kruzifix und Evangelisten

## Kirchengemeinde
Die Kirchengemeinde hat ihr Pfarramt in der Louisenstraße 30. Sie hat eine Kita, das Familienzentrum, eine Bücherei sowie Gruppen für die Jugend, für Frauen und mehrere Chöre.
Der Kirchengemeinde gehören der
- alte Katholischer Friedhof Schanzenstraße von um 1905
- neue Katholischer Friedhof Oldenburger Landstraße von Anfang der 1930er Jahre